# Frankrijk op de Olympische Zomerspelen 1896
Dertien atleten uit Frankrijk namen deel aan de in Athene (Griekenland) gehouden Olympische Zomerspelen 1896. Met elf medailles eindigde de Fransen op de vierde plaats in het medailleklassement. De meeste medailles werden gewonnen in het wielrennen dat door de Fransen werd gedomineerd. De dertien sporters schreven zich 27 keer in op 18 onderdelen.

## Medailleoverzicht
| Sport      | Olympiër                | Discipline             | Medaille |
| ---------- | ----------------------- | ---------------------- | -------- |
| Schermen   | Eugène-Henri Gravelotte | floret (m)             | Goud     |
| Wielrennen | Paul Masson             | 333m (m)               | Goud     |
| Wielrennen | Paul Masson             | 2km (m)                | Goud     |
| Wielrennen | Paul Masson             | 10km (m)               | Goud     |
| Wielrennen | Léon Flameng            | 100km (m)              | Goud     |
| Atletiek   | Alexandre Tuffèri       | hink-stap-springen (m) | Zilver   |
| Schermen   | Henri Callot            | floret (m)             | Zilver   |
| Schermen   | Jean Maurice Perronet   | floret leraren (m)     | Zilver   |
| Wielrennen | Léon Flameng            | 10km (m)               | Zilver   |
| Atletiek   | Albin Lermusiaux        | 1500m (m)              | Brons    |
| Wielrennen | Léon Flameng            | 2km (m)                | Brons    |

## Deelnemers en resultaten

### Atletiek
| Olympiër              | Discipline             | Resultaat | Prestatie                                    |
| --------------------- | ---------------------- | --------- | -------------------------------------------- |
| Alphonse Grisel       | 100m (m)               | series    | serie 1: 4de                                 |
| Alphonse Grisel       | 400m (m)               | series    | serie 1: 3-4de                               |
| Frantz Reichel        | 400m (m)               | series    | serie 2: 3de                                 |
| Georges de la Nézière | 800m (m)               | series    | serie 2: 3de                                 |
| Albin Lermusiaux      | 800m (m)               | DNF       | serie 2: 1ste in 2.16,6 finale: niet gestart |
| Albin Lermusiaux      | 1500m (m)              | Brons     | 4.36,0                                       |
| Frantz Reichel        | 110m horden (m)        | DNF       | serie 1: 2de finale: niet gestart            |
| Albin Lermusiaux      | marathon (m)           | DNF       | niet gefinsht                                |
| Alphonse Grisel       | verspringen (m)        | 5e        | 5,83m                                        |
| Alexandre Tufferi     | verspringen (m)        | 4e        | 5,98m                                        |
| Alexandre Tufferi     | hink-stap-springen (m) | Zilver    | 12,70m                                       |
| Alphonse Grisel       | discuswerpen (m)       | 5-11e     |                                              |

### Schermen
De Franse schermers stonden in hoog aanzien voorafgaand aan de Spelen; Gravelotte en Callot maakten deze hoge verwachtingen waar in het onderdeel floret. Beiden wonnen ongeslagen hun groepswedstrijden en kwamen tegen elkaar uit in de finale. Gravelotte won deze wedstrijd. Verrassend genoeg verloor Perronet van de Griek Leonidas Pyrgos op de enige wedstrijd van het toernooi voor schermleraren.
| Olympiër                | Discipline         | Resultaat | Prestatie |
| ----------------------- | ------------------ | --------- | --- |
| Eugène-Henri Gravelotte | floret (m)         | Goud      | groep B: 1stee W van GRE Vouros: 3-2 W van GRE Komninos-Miliotis: 3-2 W van GRE Balakakis: 3-1 finale: W van FRA Callot: 3-2          |
| Henri Callot            | floret (m)         | Zilver    | groep A: 1ste W van GRE Poulos: 3-2 W van FRA Delaborde: 3-1 W van GRE Pierrakos-Mavromichalis: 3-2 finale: V van FRA Gravelotte: 2-3 |
| Henri Delaborde         | floret (m)         | 5e        | groep A: 3de W van GRE Pierrakos-Mavromichalis: 3-2 V van FRA Callot: 1-3 W van GRE Poulos: 3-1                                       |
| Jean Perronet           | floret leraren (m) | Zilver    | V van GRE Pyrgos: 1-3 |

### Schietsport
Albin Lermusiaux (die ook in de atletiek aan drie onderdelen deelnam) deed mee aan het onderdeel "geweer" bij het schieten. Zijn score en plaatsering is onbekend.
| Olympiër         | Discipline               | Resultaat | Prestatie |
| ---------------- | ------------------------ | --------- | --------- |
| Albin Lermusiaux | 200m militair geweer (m) | -         | onbekend  |

### Tennis
Van de enige Franse deelnemer aan het tennistoernooi is alleen de achternaam "Defert" bekend. Hij werd verslagen in de eerste ronde van het enkelspeltoernooi.
| Olympiër | Discipline    | Resultaat | Prestatie                       |
| -------- | ------------- | --------- | ------------------------------- |
| Defert   | enkelspel (m) | 8e        | 1ste ronde: V van GRE Kasdaglis |

### Turnen
Alphonse Grisel (die ook in de atletiek aan vier onderdelen deelnam) deed mee op het onderdeel brug bij het turnen. De oefeningen werden niet met punten beoordeeld, maar de jury wees de winnaar en de nummer twee aan. Hier zat Grisel niet bij.
| Olympiër        | Discipline | Resultaat | Prestatie |
| --------------- | ---------- | --------- | --------- |
| Alphonse Grisel | brug (m)   | -         |           |

### Wielersport

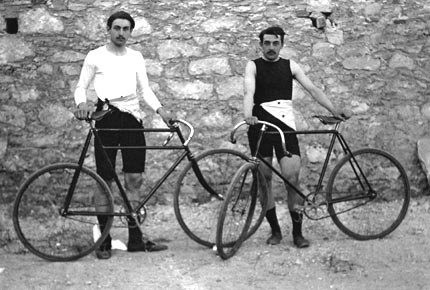
Leon Flameng (1x goud, zilver én brons) en Paul Masson (3x goud)

Frankrijk domineerde het wielrennen met vier gouden medailles op de zes verschillende onderdelen. Drie daarvan werden gewonnen door Paul Masson die elk onderdeel waaraan hij deelnam, won. Léon Flameng won een medaille in elk van de mogelijke kleuren. De andere gouden medailles in het wielrennen werden gewonnen in onderdelen waaraan de beide succesvolle Fransmannen niet aan deelnamen.
| Olympiër     | Discipline | Resultaat | Prestatie |
| ------------ | ---------- | --------- | --------- |
| Léon Flameng | 333m (m)   | 5e        | 27,0      |
| Paul Masson  | 333m (m)   | Goud      | 24,0      |
| Léon Flameng | 2km (m)    | Brons     |           |
| Paul Masson  | 2km (m)    | Goud      | 4.58,2    |
| Léon Flameng | 10km (m)   | Zilver    | 17.54,2   |
| Paul Masson  | 10km (m)   | Goud      | 17.54,2   |
| Léon Flameng | 100km (m)  | Goud      | 3:08.19n2 |

Australië · Bulgarije · Chili · Denemarken · Duitsland · Frankrijk · Griekenland · Groot-Brittannië · Hongarije · Italië · Oostenrijk · Verenigde Staten · Zweden · Zwitserland · Gemengde teams